# Coton de Tulear
En Coton de Tuléar er en lille hvid hunderace. Hvalpe kan fødes med brune, hvide eller sorte pletter, men næsten alle Coton de Tuléar bliver helt hvide når de bliver voksne. De stammer oprindeligt fra havnebyen Tuléar i Madagaskar, som var et tilholdssted for datidens pirater, der brugte hunden som skibshund. Den kaldes også bomuldshund pga. dens bløde, vatagtige pels. Den lille hund har været meget populær siden den kom til Danmark i 1990. Racen blev officielt anerkendt i 1971. Coton de Tuléaren er en del af bichon-gruppen, der blev udbredt til mange kontinenter af det spanske imperium i det trettende århundrede. Den er også Madagaskars nationalhund. 
Det er en allergivenlig hund. Nogen mener, at det er fordi den ikke fælder eller har underuld og derfor danner den ikke skæl, som ofte er årsagen til allergiske reaktioner. Men da årsagen også kan være, at proteinet, som hundens pels, skæl og hud etc. er opbygget af, har en anden struktur end på andre hunde, og at det er derfor, hunden i mange tilfælde ikke fremkalder allergi. Coton'en har ikke pels som andre hunde, men "bomuldshår" som coton også henviser til.
Coton'en er en venlig familiehund, hvis popularitet er stigende i Danmark. Derfor er den også forholdsvis kostbar. Coton de Tuléar udtrykker sig med en stor variation af lyde. Det er også en adræt race, der er velegnet til cirkuskunster og agility.
I Danmark og Europa er racen oftest helt hvid. I USA ses racen ofte med hvid pels med grå eller brune pletter. 
Pelsen er helt speciel og kræver meget – og den rigtige – pleje. Ellers får hunden filt i pelsen, og det kan være nødvendigt at klippe pelsen af den.